# كيفن باري (كاتب)
كيفن باري (بالإنجليزية: Kevin Barry) (و. 1969  م) هو كاتب، وصحفي أيرلندي، ولد في ليمريك.

## جوائز
حصل على جوائز منها:
- جائزة جولدسميث (2015)
- جائزة دبلن الأدبية الدولية [الإنجليزية]‏
- Rooney Prize for Irish Literature [الإنجليزية]‏ (2007)